# Farní sbor Českobratrské církve evangelické Šluknovsko
Farní sbor Českobratrské církve evangelické Šluknovsko (do začátku roku 2025 Farní sbor Českobratrské církve evangelické v Rumburku)  je sborem Českobratrské církve evangelické se sídlem v Rumburku. Sbor spadá pod Liberecký seniorát.
Farářem sboru je Richard Vlasák a kurátorem sboru Zdeněk Zezula.

## Faráři sboru
- Vojen Syrovátka (1971–1990)
- Filip Šimonovský (2001–2021)
- Constance Šimonovská (2003–2015)
- Richard Vlasák (od 2021)